# Ctenus karschi
Ctenus karschi là một loài nhện trong họ Ctenidae.
Loài này thuộc chi Ctenus. Ctenus karschi được Carl Friedrich Roewer miêu tả năm 1951.